# Gundlach Bau und Immobilien
Die Gundlach Bau und Immobilien GmbH & Co. KG ist ein Bau- und Wohnungsunternehmen, Immobilienverwalter und Dienstleister für Gewerbeimmobilien. Firmenzeichen ist der einen umbauten Raum darstellende, grafisch gestaltete Buchstabe G in oranger Farbe. Sitz des Unternehmens, das zu den ersten Bauträgern Deutschlands zählt, ist die Adresse Am Holzgraben 1, die denkmalgeschützte ehemalige Villa Köhler im hannoverschen Stadtteil Oststadt.

## Geschichte

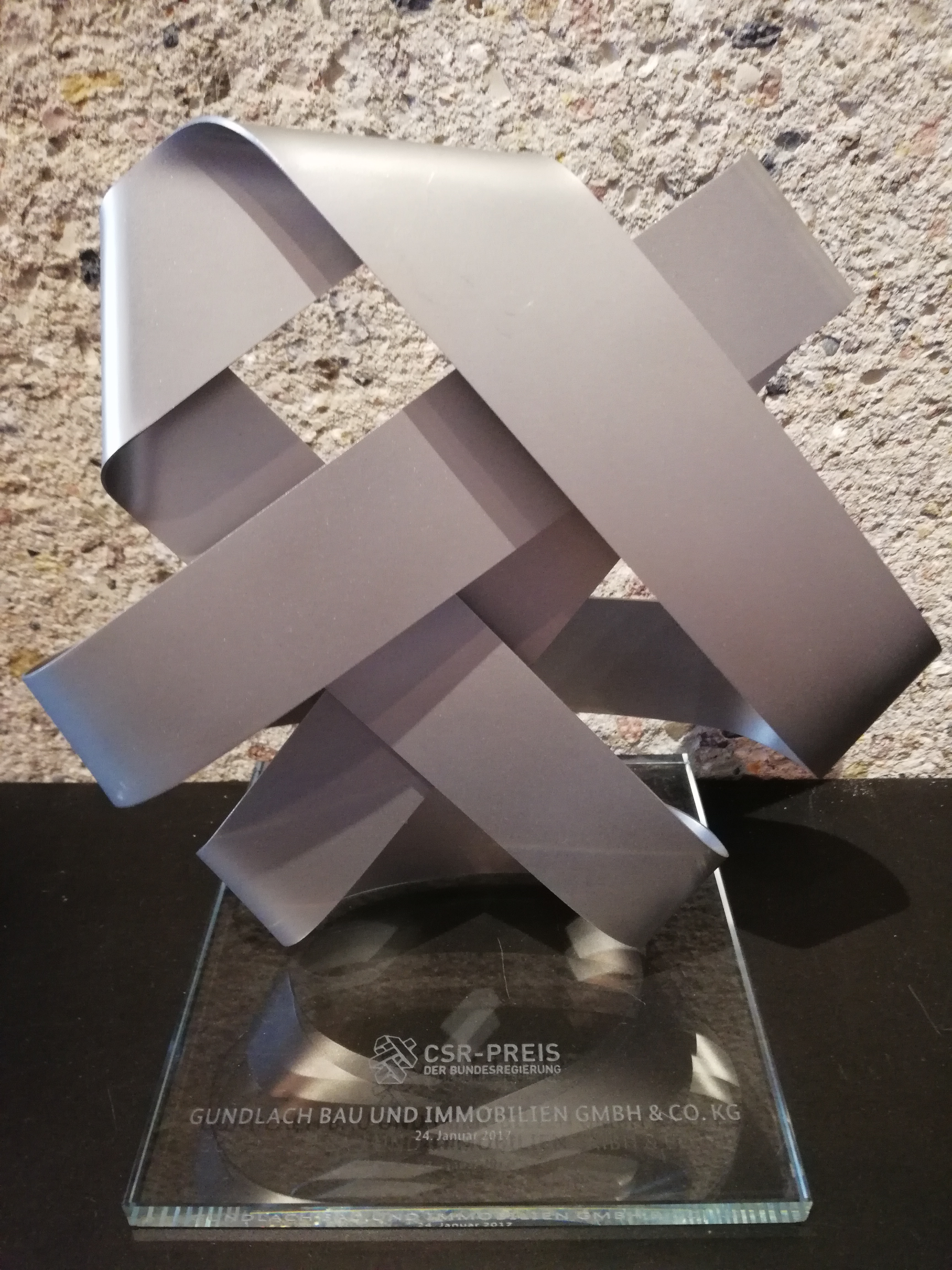
Der 2017 für Unternehmerische Gesellschaftsverantwortung an Gundlach verliehene Corporate-Social-Responsibility-Preis der Bundesregierung

Das Familienunternehmen wurde zur Zeit des Deutschen Kaiserreichs im Jahr 1890 von dem seinerzeitigen Maurergesellen Friedrich Gundlach (* 4. November 1840 in Barkow in Mecklenburg; † 1915 in Hannover) gegründet, der wenige Jahre später seinen Meistertitel erhielt und – begünstigt durch die im Zuge der Industrialisierung florierende Konjunktur der Bauwirtschaft insbesondere im Stadtgebiet Hannovers – seinen Handwerksbetrieb erweitern konnte.
Die von dem Firmengründer eingeleitete Entwicklung zu einem bekannten Baugeschäft konnte dessen Sohn, der gelernte Maurermeister Johann Gundlach fortführen. Unter ihm sowie seinem Schwiegersohn Friedrich Otto, dessen Schwiegersohn Peter Hansen und dessen Sohn Lorenz Hansen konnten die Angebote des Unternehmens ausgebaut werden, insbesondere durch die ab den 1930er Jahren errichteten Beton- sowie schlüsselfertigen Bauten.

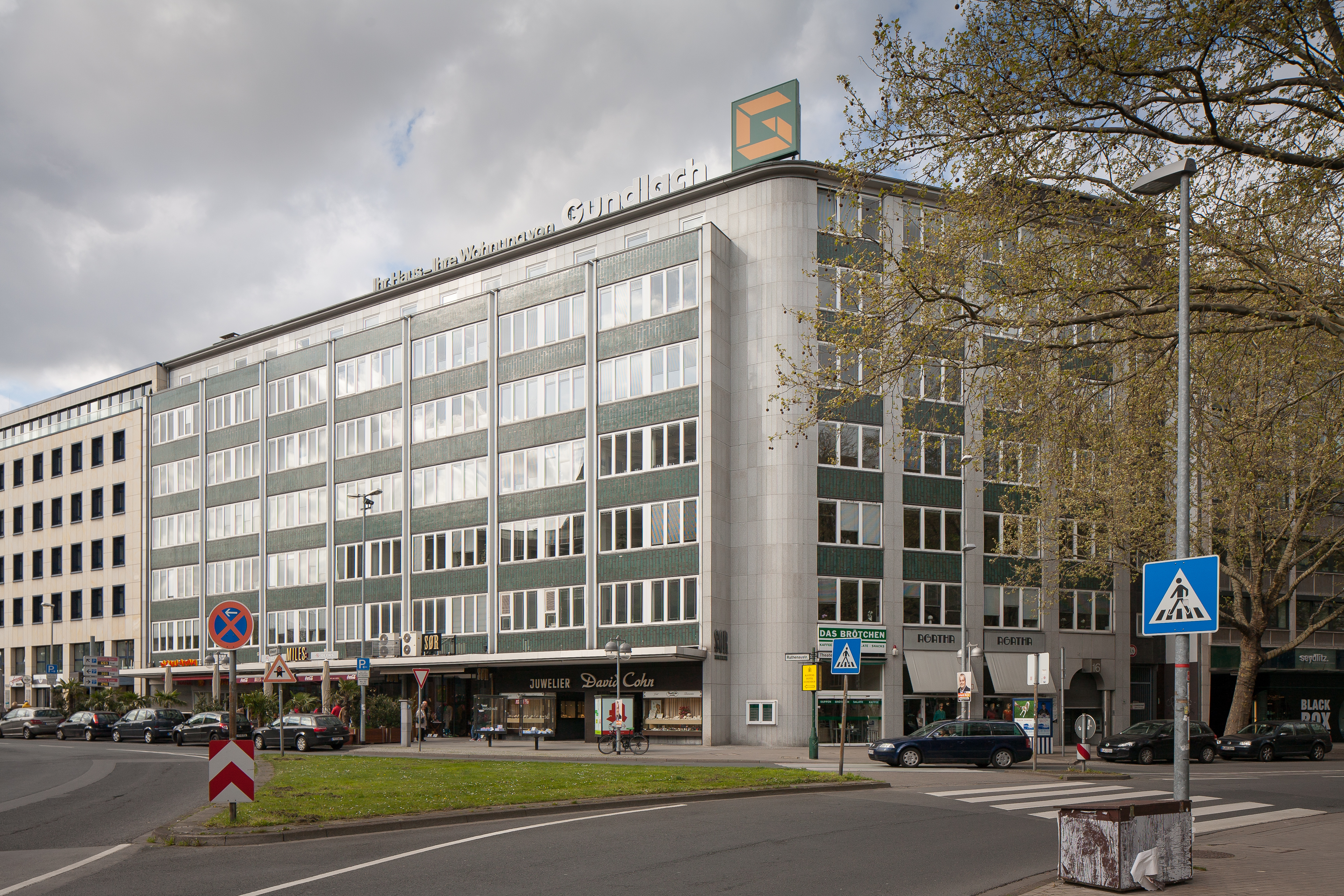
Der nach Plänen von Ernst Zinsser errichtete sogenannte Gundlach-Bau in Hannover, Rathenaustraße Ecke Theaterstraße

In der Nachkriegszeit konzentrierte sich Gundlach zunächst auf den Bau und die Verwaltung vor allem von Wohnungen. In den folgenden drei Jahrzehnten erweiterte das Unternehmen sein Portfolio um den industriellen Ingenieurbau mit Betreuungs-, Verwaltungs- und Maklerleistungen, aber auch um Angebote von gewerblichen Immobilien sowie um Dienstleistungen für institutionell auftretende Investoren und Immobilienfonds.
Anfang des 21. Jahrhunderts verwaltete das auf die niedersächsische Landeshauptstadt und das Umland der Region Hannover ausgerichtete Unternehmen unter anderem einen Bestand von rund 4.000 Wohnungen.
Mitte 2023 übergab der vormalige Geschäftsführer Lorenz Hansen das Management an die bisherigen Co-Geschäftsführer Nadine Otto und Frank Eretge ab, während Hansen ab Juli des Jahres die Rolle als Sprecher der Gesellschafterinnen und Gesellschafter übernahm.

## Sonstiges
- 1980: Stiftung des von dem Künstler Jorge La Guardia entworfenen und auf dem Roderbruchmarkt[8] installierten[9] Machu-Picchu-Brunnens,[10] nachdem Gundlach zahlreiche Gebäude, darunter das Stadtteilzentrum, im damaligen Neubaugebiet Roderbruch errichtet hatte.[8]
- 1982: Zum 150-jährigen Bestehen des Kunstvereins Hannover stiftete dieser gemeinsam mit der Firmengruppe Gundlach und anderen als Träger den „Villa Minimo-Preis“.[11]
- 2022: Gundlach Bau wurde durch Freundin und Kununu als familienfreundlichstes Immobilienunternehmen in Deutschland ermittelt.[12]